# Alberto Bodelón Alfonso
Alberto Bodelón (La Corunya, 25 de setembre de 1968) és un exfutbolista gallec, que jugava com a migcampista.

## Trajectòria
Es va formar a les categories inferiors del Deportivo de La Coruña, amb les quals va arribar a ser seleccionat pel combinat espanyol sub-16. El 1990 passa del Fabril, filial deportivista, a l'Sporting Atlético, el de l'Sporting de Gijón. Bodelón no va arribar a jugar en lliga amb el primer equip, però sí en Copa del rei i en alguns amistosos.
Al mercat d'hivern de la temporada 92/93, el club asturià el cedeix a la SD Compostela, de Segona Divisió, amb la qual juga 17 partits i marca un gol. Al final de la campanya, es desvincula dels de Gijón i fitxa pel Compostela. La temporada 93/94, l'equip puja a Primera, i Bodelón contribueix amb 18 partits i un gol.
La 94/95 serà l'única del gallec a la màxima categoria, amb prou feines present en 76 minuts repartits en dos partits. A partir d'aquest moment, la carrera del corunyés seguirà per equips de la Segona B: Racing de Ferrol, UD Las Palmas, UDA Gramenet, l'equip portugués de l'Estrela Amadora, Cultural Leonesa, Zamora CF i Atlético Arteixo, fins a la seua retirada el 2001.